# Candra Wijaya
Candra Wijaya (* 16. September 1975 in Cirebon) ist ein ehemaliger indonesischer Badmintonspieler. Es war einer der dominierenden Doppelspieler der 1990er und 2000er Jahre. 1997 wurde er Weltmeister, 2000 Olympiasieger. Seine Geschwister Indra Wijaya, Rendra Wijaya und Sandrawati Wijaya sind ebenfalls erfolgreiche Badmintonspieler. Candra Wijaya ist mit Caroline Indriani, der Schwester von Ronald Susilo, verheiratet.

## Erfolge
| Platz                        | Disziplin    | Datum                                                                              | Ort                        |
| ---------------------------- | ------------ | ---------------------------------------------------------------------------------- | -------------------------- |
| Olympia                      |              |                                                                                    |                            |
| 1                            | Herrendoppel | Olympia 2000                                                                       | Sydney, AUS                |
| Weltmeisterschaften          |              |                                                                                    |                            |
| 1                            | Herrendoppel | Weltmeisterschaft 1997                                                             | Glasgow, SCO               |
| 2                            | Herrendoppel | Weltmeisterschaft 2003                                                             | Birmingham, ENG            |
| 2                            | Herrendoppel | Weltmeisterschaft 2005                                                             | Anaheim, USA               |
| Badminton-Asienmeisterschaft |              |                                                                                    |                            |
| 1                            | Herrendoppel | 1996                                                                               | Surabaya, INA              |
| 2                            | Herrendoppel | Badminton-Asienmeisterschaft 2001                                                  | Manila, PHI                |
| 2                            | Herrendoppel | Badminton-Asienmeisterschaft 2004                                                  | Kuala Lumpur, MAS          |
| World Badminton Grand Prix   |              |                                                                                    |                            |
| 1                            | Herrendoppel | Indonesia Open 1997, Indonesia Open 2000, Indonesia Open 2001, Indonesia Open 2006 | Indonesia Open             |
| 1                            | Herrendoppel | 1997, 1998, Singapur Open 2005                                                     | Singapur Open              |
| 1                            | Herrendoppel | 1997, 1999, World Badminton Grand Prix 2000                                        | World Badminton Grand Prix |
| 1                            | Herrendoppel | All England 1999, All England 2003                                                 | All England                |
| 1                            | Herrendoppel | 2001, 2005                                                                         | Malaysia Open              |
| 1                            | Herrendoppel | 2005                                                                               | Swiss Open                 |
| 1                            | Herrendoppel | 2006                                                                               | Korea Open                 |
| 1                            | Herrendoppel | 2007                                                                               | Japan Open                 |
| 2                            | Herrendoppel | All England 1998, All England 2001                                                 | All England Open           |
| 2                            | Herrendoppel | Malaysia Super Series 2007                                                         | Malaysia Open              |

## Teamerfolge
- 6 Mal Teilnahme am Sudirman Cup (1997, 1999, 2001, 2003, 2005, 2007)
- 6 Mal Teilnahme am Thomas Cup (1998, 2000, 2002, 2004, 2006, 2008)

## Referenzen
- Candra Wijaya in der Datenbank von Olympedia.org (englisch)

| Personendaten    | Personendaten                  |
| ---------------- | ------------------------------ |
| NAME             | Wijaya, Candra                 |
| KURZBESCHREIBUNG | indonesischer Badmintonspieler |
| GEBURTSDATUM     | 16. September 1975             |
| GEBURTSORT       | Cirebon                        |